# Zrće
Koordinaten: 44° 32′ N, 14° 55′ O

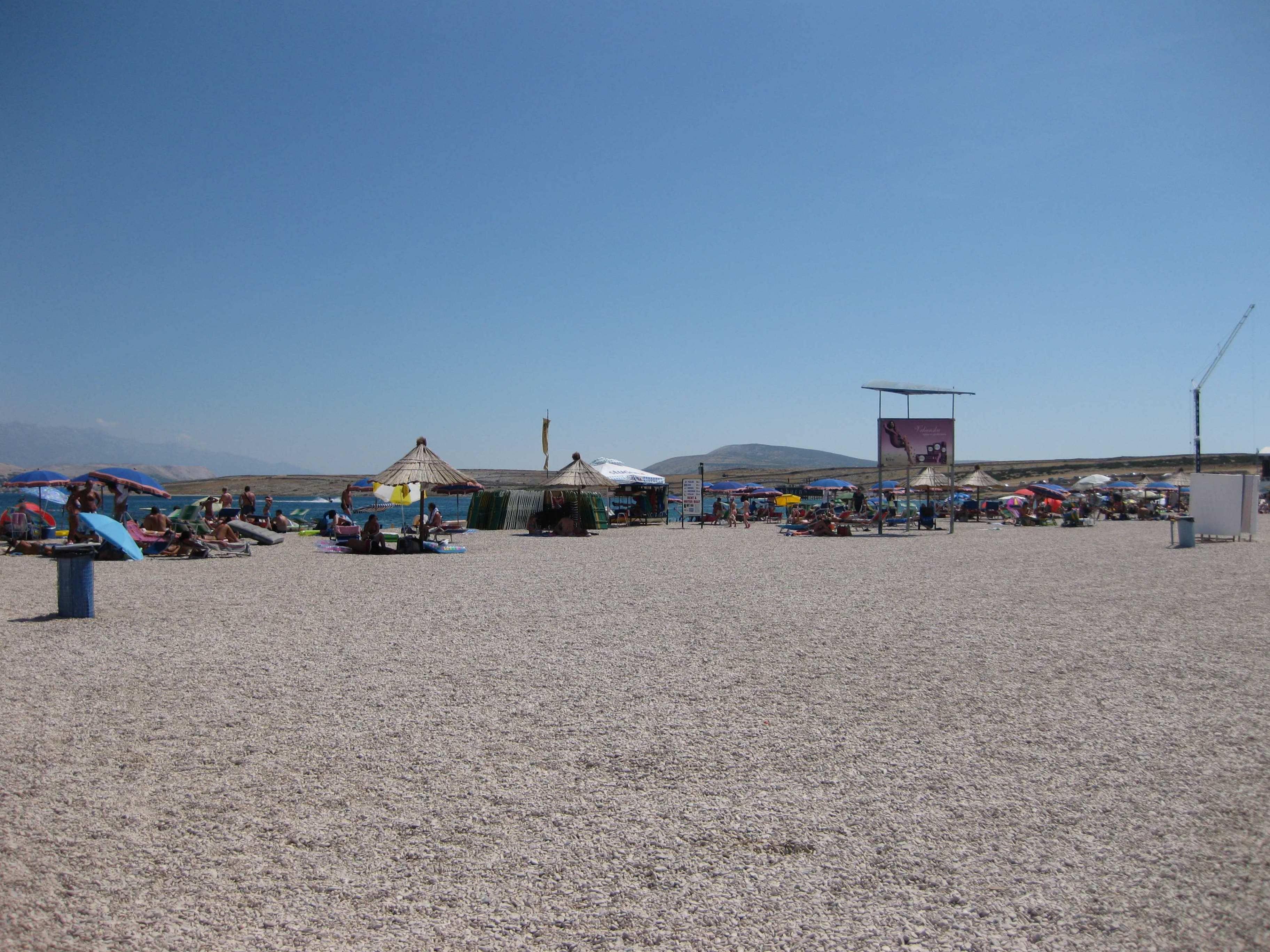
Der Strand Zrće

Der Strand Zrće ([ˈzrtɕɛ], ⁠[ˈzrtʃɛ])⁠ befindet sich unweit der kroatischen Stadt Novalja auf der Insel Pag. Seit der Unabhängigkeit Kroatiens entwickelte sich der Strand Zrće zu einer Partymeile jugendlicher Besucher vor allem aus Großbritannien und Deutschland.
Am Strand befinden sich vier große Clubs: Aquarius, Kalypso, Noa & Papaya, in welchen über die Sommermonate regelmäßig internationale DJs zu Gast sind. Bei internationalen Club-Rankings wurden immer wieder Top-Platzierungen erreicht. Zudem wurden in den letzten Jahren zahlreiche neue Festivals und Events am Zrće-Strand angesiedelt. Die steigende Bekanntheit führte in den letzten Jahren zu steigenden Preisen und einer massiven Ausweitung der Übernachtungskapazitäten im nahegelegenen Novalja.

## Tourismus
Besonders bekannt wurde der Zrće Beach für die zahlreichen Musikevents während der Spring Break Saison, die von Ende Mai bis Ende Juni geht. Neben den Clubs und Strandbars gibt es auch zahlreiche Wassersportangebote sowie Restaurants. Ein öffentlicher Bus verbindet die Stadt Novalja mit dem Zrce-Strand.